# Grands rhétoriqueurs

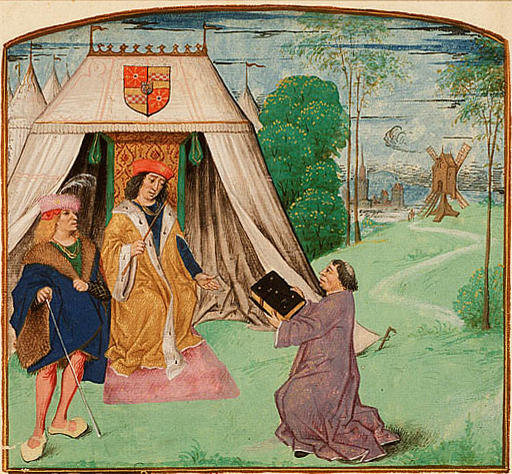
Der Hofdichter Jean Molinet bringt sein Werk Philipp von Kleve-Ravenstein.

Grands rhétoriqueurs (deutsch die großen Rhetoriker) ist ein  erfundener Begriff, um abwertend französischsprechende Hofdichter aus der Mitte des 15. bis zur Mitte des 16. Jahrhunderts zu bezeichnen. Laut Paul Zumthor hat Charles d’Héricault 1861 den Begriff „Rhetoriker“ aus Guillaume Coquillarts Satire des Droits Nouveaux (1481) entnommen, wo dieser Juristen kritisierte.
Diese Bezeichnung bezieht sich darauf, dass in mehreren Abhandlungen des 15. Jahrhunderts zur Poetik der Ausdruck „Rhetorik“ im Titel verwendet wurde, was darauf hindeutet, dass Poesie als ein Zweig der Rhetorik verstanden wurde.

## Wichtige Vertreter
14. Jahrhundert:
- Guillaume de Machaut (um 1300–1377), der Vorläufer der Bewegung

15. Jahrhundert:
- Jean Robertet (1405–1492), am Hof der Bourbonen
- Georges Chastellain (1415–1475), am Hof der Bourbonen
- Henri Baude (1415–1490), am königlichen Hof in Paris
- Jean Meschinot (1422–1490), am Hof der Bretagne
- Olivier de la Marche (1425–1502), am Hof von Burgund
- Jean Molinet (1435–1507), am Hof von Burgund
- Octavien de Saint-Gelais (1468–1502)

16. Jahrhundert:
- Jean Marot (v. 1450–1526), am königlichen Hof in Paris
- Guillaume Dubois (v. 1460–1525)
- Jean Lemaire de Belges (1473–1515 ?), am Hof von Burgund, dann am königlichen Hof in Paris
- Pierre Gringore (1475–1539)
- André de La Vigne (v. 1470–ap. 1515)
- Jean Bouchet (1476–1557)